# محراب شيخ الحرم

محراب شيخ الحرم أحد محاريب المسجد النبوي الستة, يقع وراء دكة الأغوات في محيط النساء، حيث كانت تقام هناك صلاة التراويح لشيخ الحرم النبوي الشريف، ويقف إمامه الرسمي الخاص به في هذا المحراب، ثم تحول هذا الموضع فأصبح هذا المحراب تختص به النساء لأنه في محيطهن، فيتقدم إمامهن الرسمي الخاص بهن إليه، فيصلي بهن التراويح فيه، وأصبح شيخ الحرم النبوي الشريف يصلي التراويح في الحصوة.